# Danny Krausz
Pour les articles homonymes, voir Krausz.
Danny Krausz (né le 12 mai 1958 à Vienne) est un producteur de cinéma autrichien.

## Biographie
Danny Krausz et Milan Dor (de) fondent en 1988 la société de production Dor Film qui produira six des dix plus grands succès pour des films autrichiens. Dans les années 1990, avec Indien de Paul Harather (de), il met en place la nouvelle comédie autrichienne avec les humoristes du pays. Dans le même temps, il collabore à de nombreuses adaptations littéraires et des coproductions internationales.
En 2009, il fait partie des fondateurs de l'Académie du cinéma autrichien (de).

## Filmographie
Cinéma
- 1992: Indien
- 1994: Ich gelobe (de)
- 1995: Frère sommeil
- 1996: Tempo (de)
- 1997: Blutrausch (de)
- 1997: Comedian Harmonists
- 1998: Les Héritiers
- 1998: Hinterholz 8
- 1999: Sunshine
- 2000: Gripsholm
- 2000: Komm, süßer Tod
- 2001: Hainburg - je t'aime, gendarme
- 2001: Les Hommes de Sa Majesté
- 2002: Poppitz
- 2002: Dans l'angle mort (Documentaire)
- 2003: Želary
- 2004: Nacktschnecken
- 2004: Silentium
- 2004 : Les truands cuisinent (c(r)ook)
- 2005: Die Viertelliterklasse (de)
- 2006: Lapislazuli – im Auge des Bären (de)
- 2007: 42plus (de)
- 2008: Duel au sommet
- 2009: Bienvenue à Cadavres-les-Bains
- 2009: Fleur du désert
- 2009: Lili la petite sorcière, le dragon et le livre magique
- 2009: Mein Kampf
- 2010: Poll
- 2010: Die unabsichtliche Entführung der Frau Elfriede Ott
- 2011: Wie man leben soll (de)
- 2012: 360
- 2013: Le Dernier des injustes (Documentaire)

Télévision
- 1997: Die Knickerbocker-Bande (de) (Série TV)
- 2002: Bonhomme de neige
- 2002: Brüder (de)
- 2003: Brüder II (de)
- 2004: L'Héritage de Lily
- 2005: Brüder III – Auf dem Jakobsweg (de)
- 2009: Le Lion noir
- 2010: Liebe und andere Delikatessen (de)
- 2011: La Belle et le pilote (de)
- 2012: L'Ombre de la vengeance
- 2012: Les Trois font le père